# Fenno-Skan

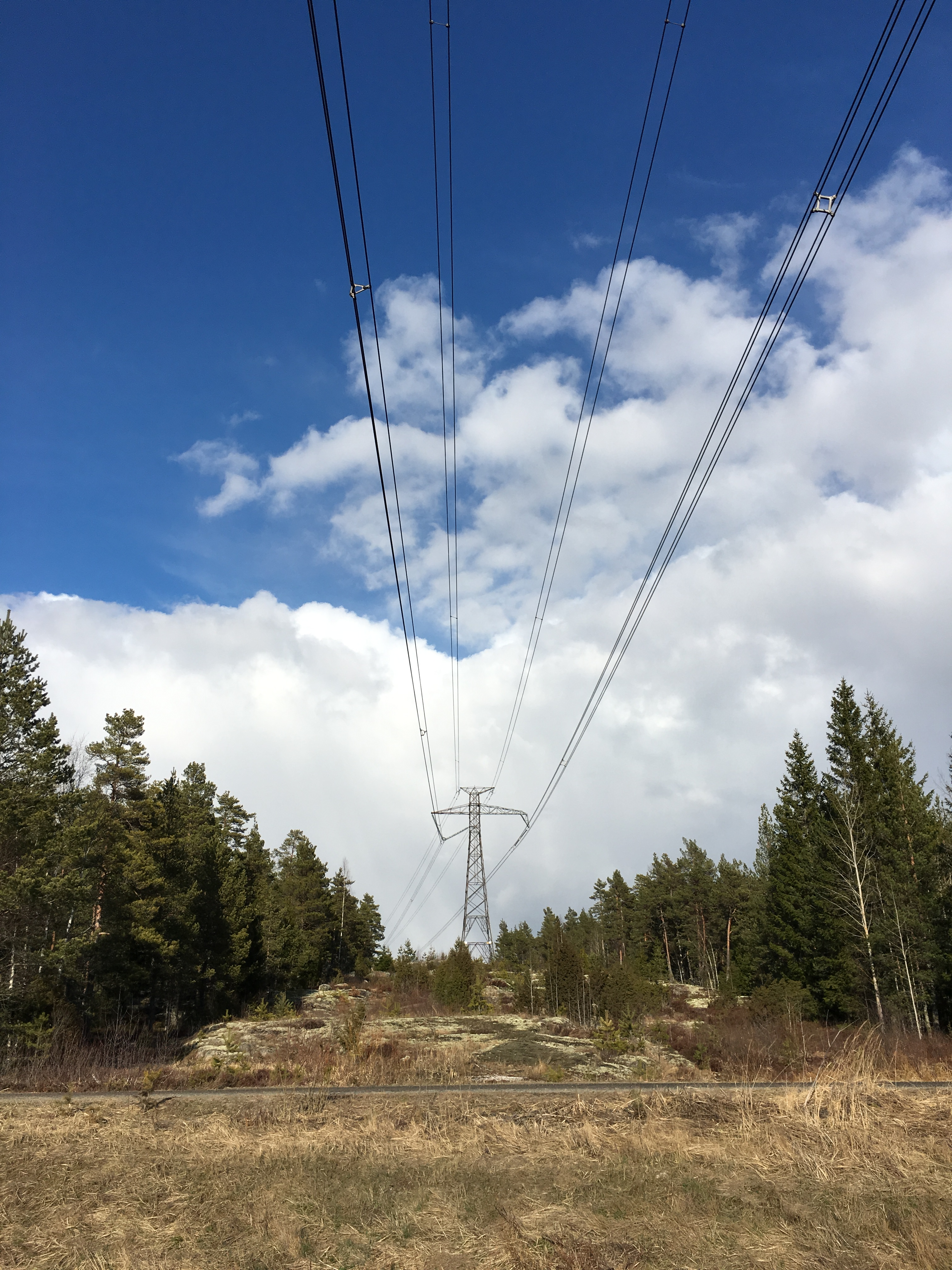
Ligne Fenno-Skan.

Fenno-Skan est une installation de transmission d'électricité en courant continu à haute tension (HVDC) reliant Dannebo en Suède et Rauma en Finlande. Cette liaison a été inaugurée en 1989. Le câble est long de 233 kilomètres ; une portion de 200 kilomètres du Fenno-Skan est un câble sous-marin, pour traverser la mer Finlandaise. Du côté suédois, le câble est directement connecté à la  station de redresseurs tandis qu'il doit parcourir 33 kilomètres (section aérienne) pour atteindre la station du côté finlandais. Le Fenno-Skan est une liaison mono-polaire d'une capacité maximum de 500 mégawatts pour une tension de 400 kV.